# Mirabellier
Prunus domestica syriaca
Sous-espèce
Classification phylogénétique
Le mirabellier est un sous-cultivar de prunier (Prunus domestica subsp. syriaca) dont le fruit est la mirabelle. 
Le mirabellier est un arbre fruitier indissociable de la Lorraine (80 % de la production mondiale).
À l'étymologie supposée, « belle à voir » de l'italien mira bella, celle qui se rapporte au toponyme Mirabeau, toponyme courant dans le Midi où le fruit a d'abord été cultivé, semble la plus probable.

## Description
L'arbre mesure de 4 à 10 mètres selon les variétés et donne des fleurs blanches. Il peut vivre jusqu'à cent ans.
Floraison en mars-avril ; récolte en août-septembre

## Culture

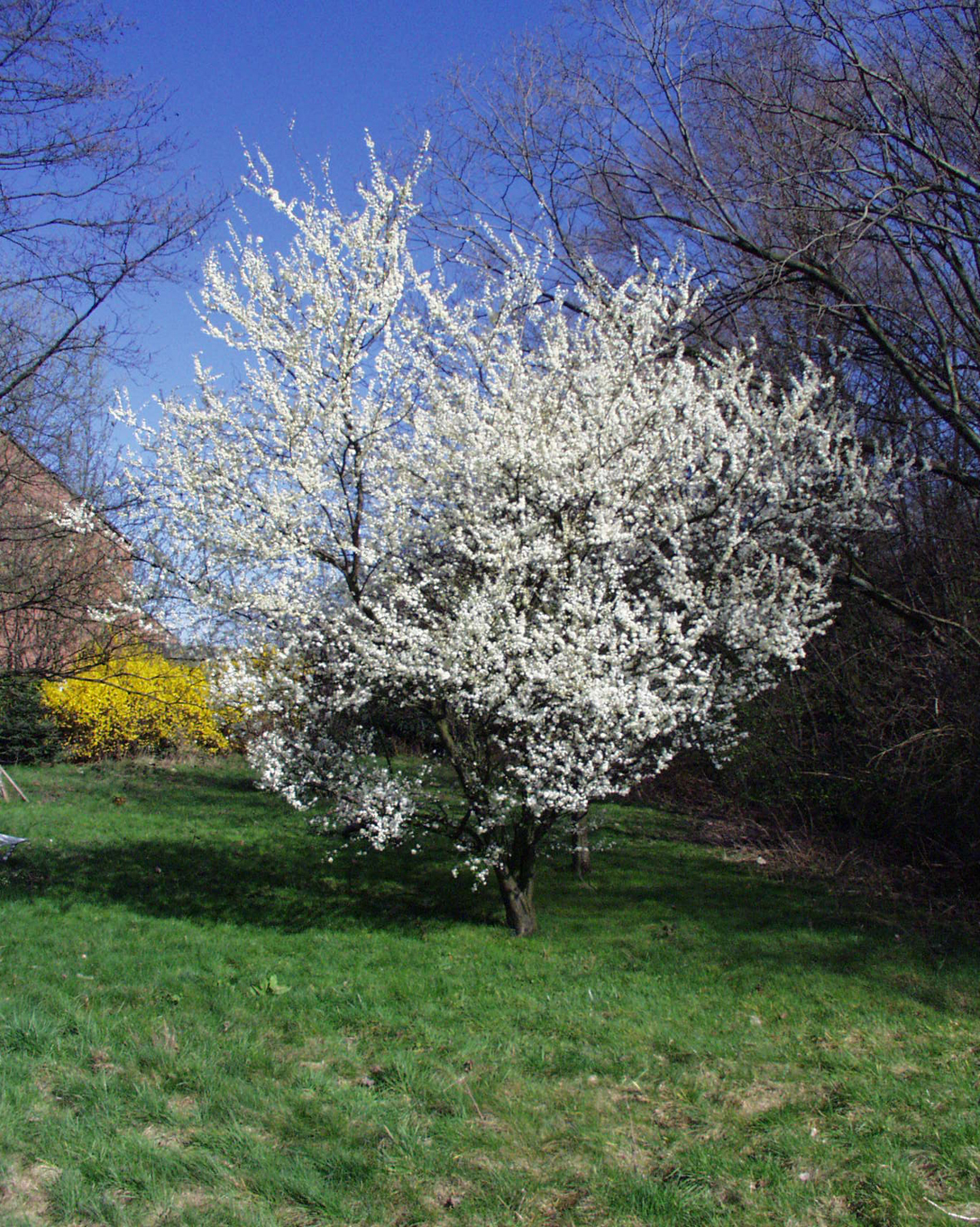
Mirabellier en fleur.

L'arbre est très rustique mais la fructification craint les gelées tardives.
Il supporte tous types de sol mais préférera un sol argilo-calcaire bien drainé à bonne teneur en fer et manganèse. Il n'apprécie pas les régions trop chaudes (+ de 25 °C) et a besoin d'une alternance quotidienne de périodes chaudes (diurne) et froides (nocturne), raisons pour lesquelles il se développe très bien en Lorraine.
Le Mirabellier est autofertile, c'est aussi un des rares arbres fruitiers qui peut être multiplié par semis en obtenant des fruits identiques sans greffe. L'arbre produit ses premiers fruits vers six ou sept ans et une production considérable vers dix ans. On peut aussi le multiplier par greffe en écusson à œil dormant fin juillet.

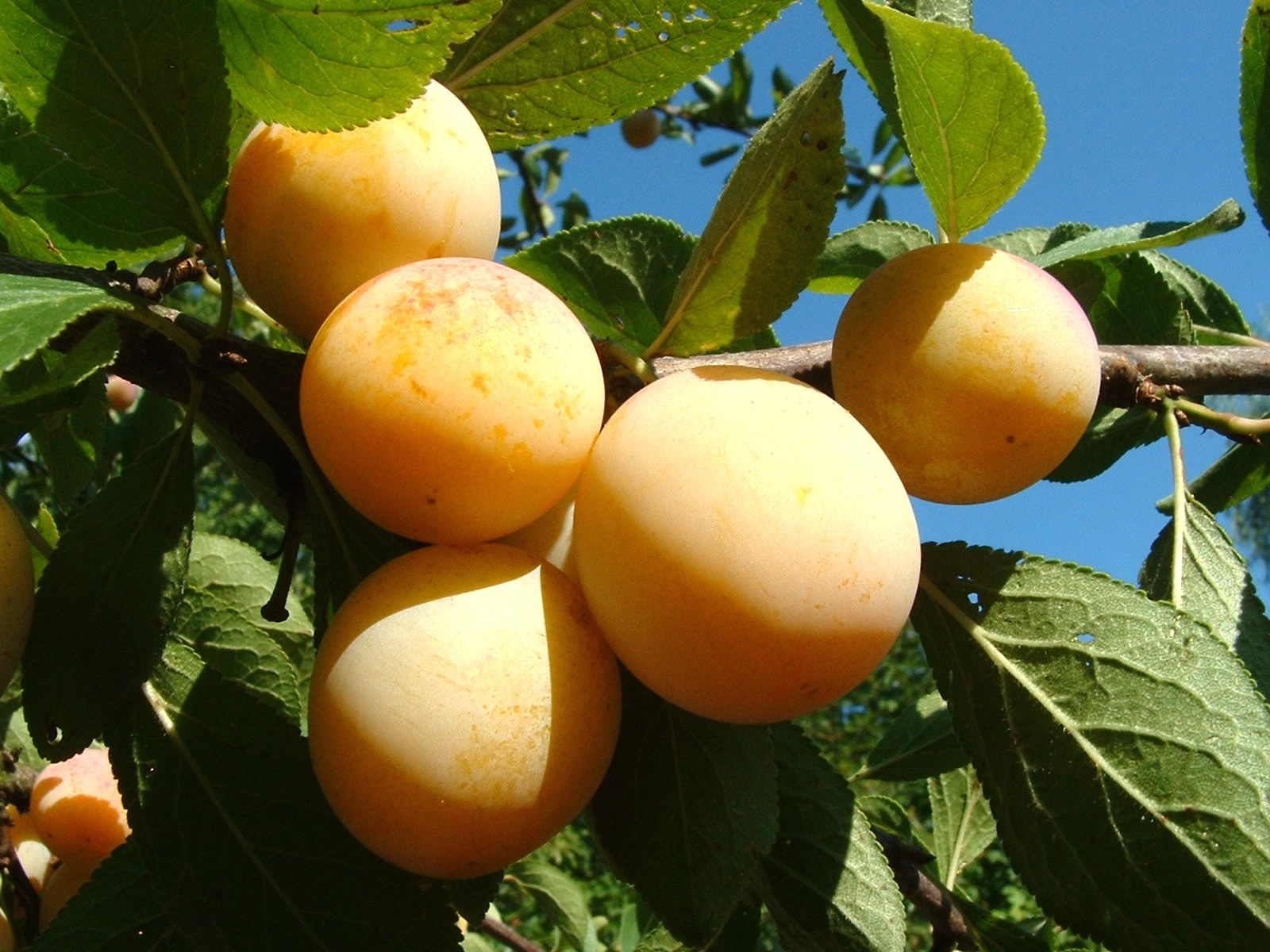
Mirabelles.

Chez les professionnels, la récolte est automatisée avec des « vibreurs » qui secouent l'arbre pour en faire tomber l'ensemble des fruits, en un bref instant, sur des tapis préalablement installés au sol.
Un mirabellier peut porter jusqu'à 100 kg de fruits, pour un total d'environ 10 000 mirabelles.

### Taille
Tailler uniquement lorsque nécessaire (bois mort, rameaux verticaux supérieurs ou partant vers le centre de l'arbre) juste après la fructification ou (si on ne peut pas faire autrement) à la fin de l'hiver (mi-mars).

### Phytosanitaire
Question maladie, le mirabellier est sensible au corynéum, à la tavelure, aux hoplocampes, à la carpocapse, ainsi qu'à la rouille.

## Cultivars

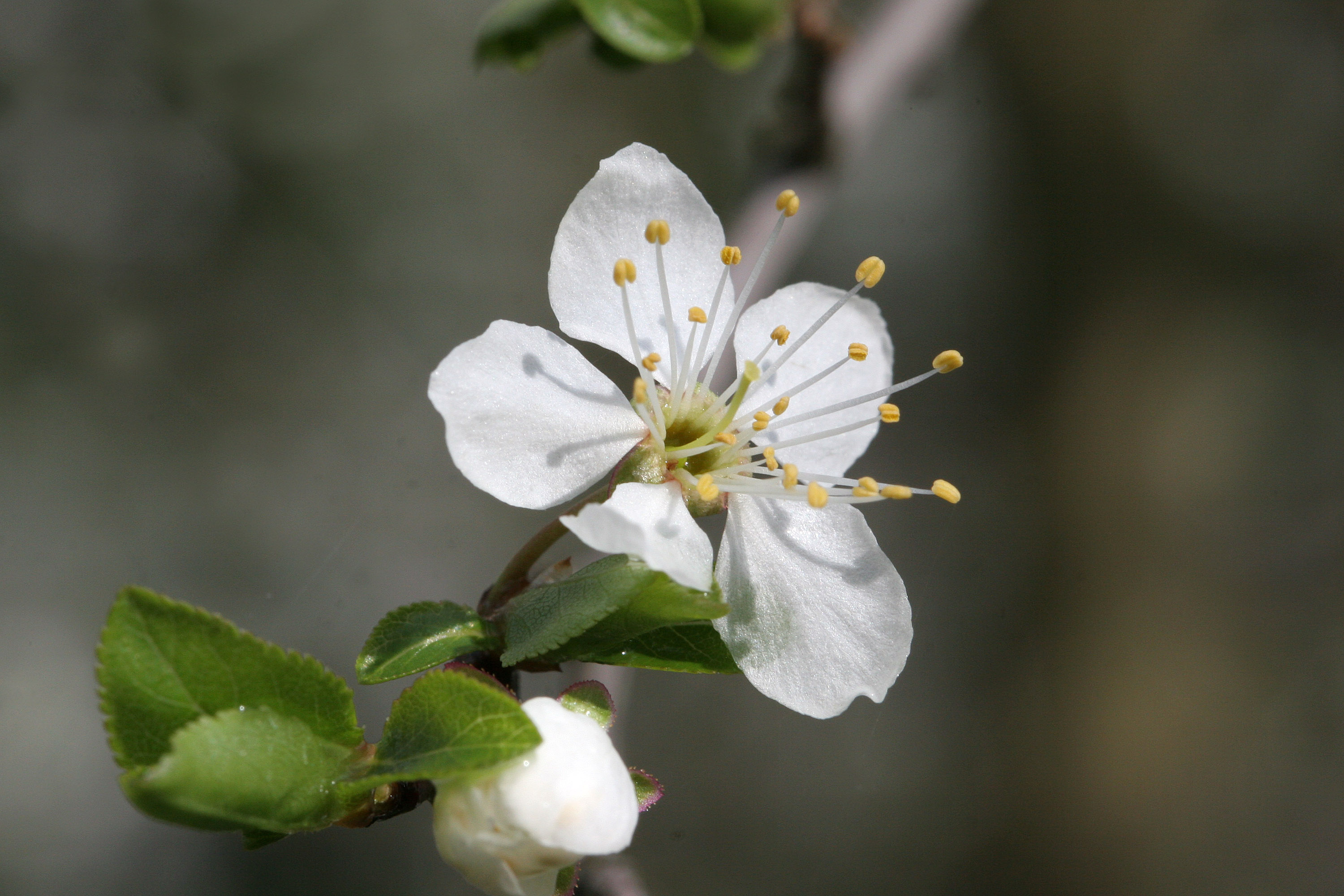
Détail d'une fleur de mirabellier.

Il existe différentes sortes de mirabelles, dont celle de Nancy (prune jaune doré de 3 cm de diamètre), et celle de Metz (prune de plus petite taille, 2 cm de diamètre, jaune rougeâtre à maturation).